# 1843 Jarmila
1843 Jarmila è un asteroide della fascia principale del diametro medio di circa 25,74 km. Scoperto nel 1972, presenta un'orbita caratterizzata da un semiasse maggiore pari a 2,6508481 UA e da un'eccentricità di 0,1721404, inclinata di 8,43561° rispetto all'eclittica.
L'asteroide è dedicato alla madre dello scopritore, Jarmila Kohoutkova, in occasione del suo settantesimo compleanno.